# 荃灣公立何傳耀紀念中學

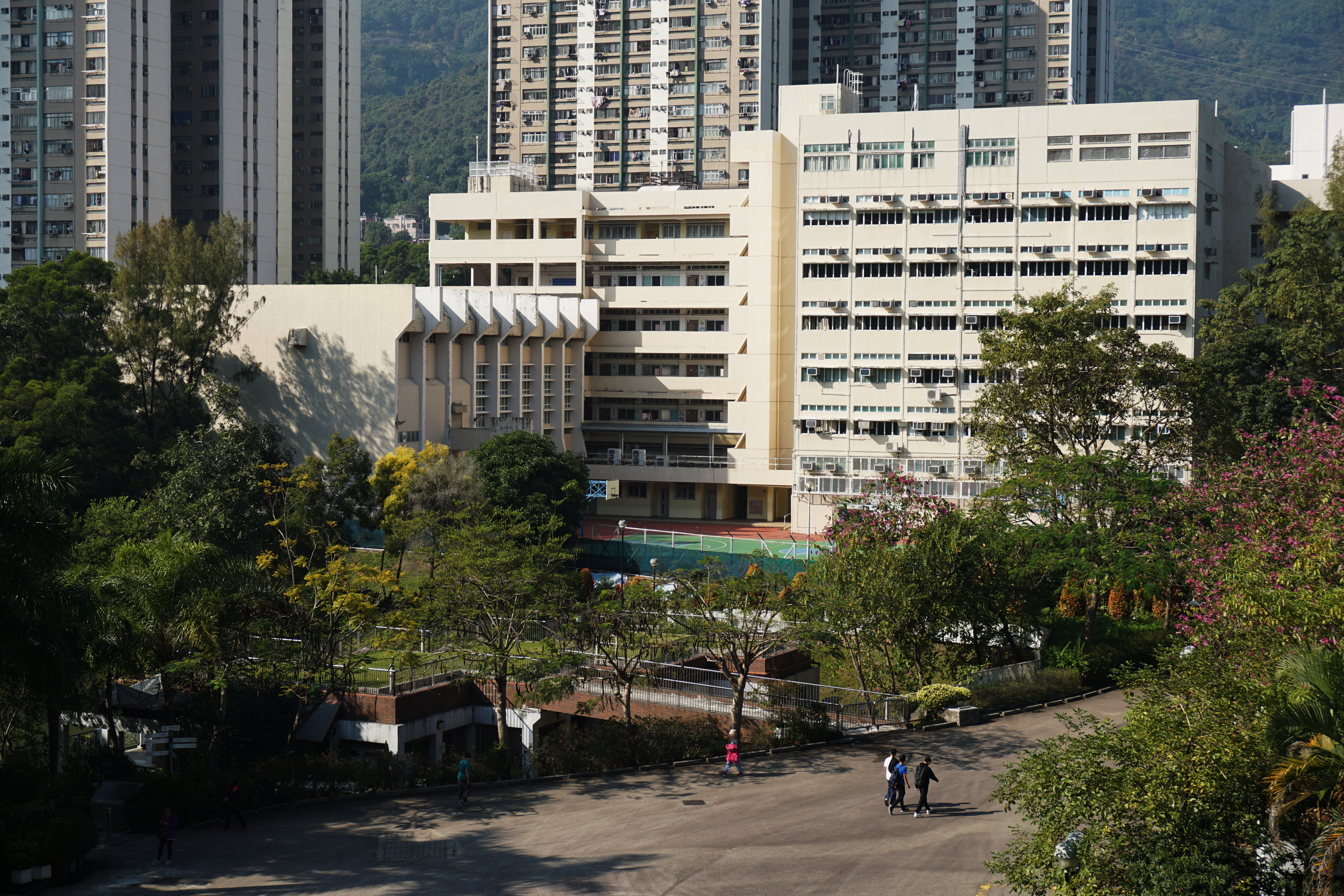
校舍東南面

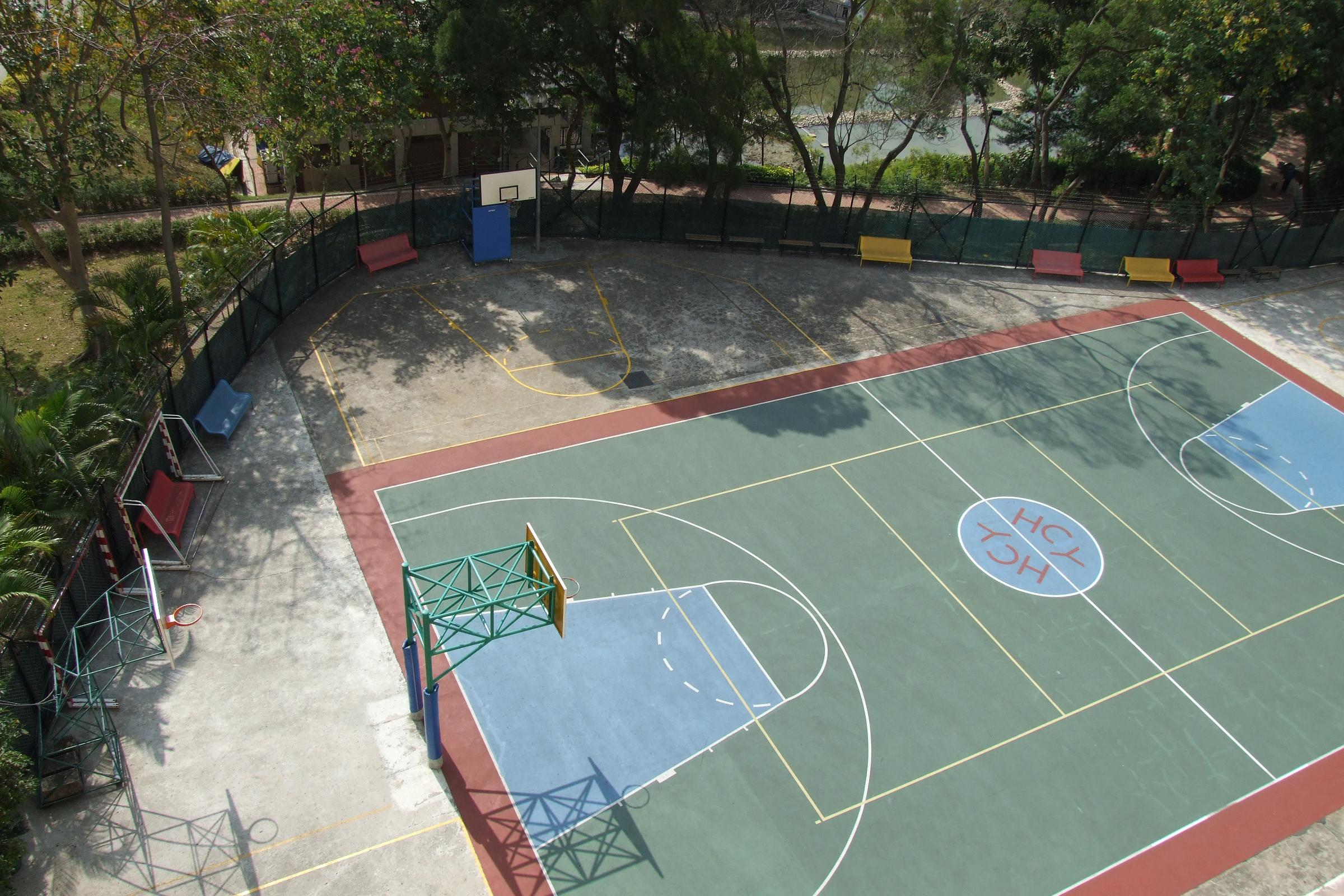
籃球場

荃灣公立何傳耀紀念中學（英語：Tsuen Wan Public Ho Chuen Yiu Memorial College，簡稱TWPHCYMC），簡稱何中或何傳耀中學，是一所位於香港新界荃灣石圍角邨的政府資助中學，於1977年創校。學校由荃灣鄉彥暨耀記行創辦人何傳耀太平紳士之子——何子平先生承其父遺志籌建。

## 校政管理
歷任校監
- 何大偉 先生
- 陳玉光 先生
- 楊建林 先生

歷任校長
- 陳恩良 先生[1]
- 邱春來 先生
- 郭懿芬 博士
- 陳玉光 先生
- 謝潤明 先生
- 劉瑞儀 博士

歷任副校長
- 潘鄧巧持 女士
- 陳玉光 先生
- 謝潤明 先生
- 何偉雄 先生
- 呂漢忠 先生
- 張君富 先生

## 歷史
1927年，陳永安將其主理的「南園書舍」送出，與老圍村的「翠屏學校」合併，成立荃灣公立學校。後來因學生人數增加，原有地方不足應用，1939年加建兩課室於天后廟側。1945年，何傳耀接任校監，籌建新校舍於芙蓉山麓，並請則師設計一所附設中小學的四層高校舍圖則。
1962年，何傳耀校監組織擴建中學委員會，以期早日加建兩層校舍，開辦中學。1970年，何傳耀逝世，由兒子何子平接任校監。
1971年10月，荃灣公立學校校董會決議擴辦中學部，並先籌集20%開辦費用，其餘由政府補足。由於何傳耀遺孀葉恩希率先捐出2萬元開辦費，再加上其子、時任校監何子平於三年後再以家族名義捐款15萬元，故中學部命名為「荃灣公立何傳耀紀念中學」。
1977年5月政府批准建校撥款，動工加建兩層校舍，以便辦理中學。於荃錦公路的荃灣公立學校校舍之上加建兩層作為中學校舍之用。何傳耀中學於1977年9月正式開課，惟因新校舍未能及時竣工，工程期間需借用荔景邨樂善堂劉世仁學校（現香港考試及評核局—荔景評核中心）校舍上課，直至1978年5月，新校舍落成方擁有正式校舍供學生上課。
好景不常，因地下鐵路荃灣站及地鐵車廠興建用地的需求，原校舍在啟用只有短短一年多的時間，於1979年秋季即被地鐵徵用。政府與校董會多次洽商後，終獲重配一座標準中學校舍繼續辦學，期間並由政府承擔一切設備費用。
1980年1月，何傳耀中學需暫時借用青衣佛教葉紀南紀念中學校舍上課。1980年8月，石圍角邨中、小學新校舍落成，並於同年12月18日正式揭幕啟用。

## 班級結構
中一至中六：每級4班

## 校訓及校歌

### 校訓
本校的校訓是「止於至善」，意思是希望學生能夠在德、智、體、群、美各方面都能靜止於最高峰完美的階段。當然，「至善」是一個無形的抽象境界，是沒有可能做到的，但「止於至善」是有鼓勵 別人不斷上進的意義－即是努力向上，不斷改進，做到最好。

### 校歌
城門山谷，黌宇堂皇，藏修息遊樂融融

荃草芬芳，灣水淵深，發揚光大校譽隆

進德修業，五育並重，身心健全智愚同

自強不息，陶冶成器，前程萬里乘長風

## 設施
除基本設施外，設有兩間電腦輔助學習室、電腦化美術室、電腦化音樂室、電腦化圖書館、學生會室、健身室、自修室和社工室等。
實驗室共有五間：生物、生物科技（荃葵青區第一間）、化學、物理和科學實驗室。
特別課室包括：地理室、校史室。全校課室裝有電腦、投影機及空調等。

## 公開考試成績

### 香港中學會考狀元
荃灣公立何傳耀紀念中學是於歷屆的香港中學會考曾出產「10A狀元」的37間學校之一，共有1位。
2000年：10A狀元：陳建民 

## 傑出學生選舉
截至2023年（第38屆），荃灣公立何傳耀紀念中學在香港傑出學生選舉共出產2名傑出學生。

## 鄰近建築
- 博愛醫院歷屆總理聯誼會梁省德中學
- 石圍角邨
- 城門谷運動場
- 城門谷公園
- 城門谷游泳池
- 荃灣公立何傳耀紀念小學

## 校友
- 何凱婷：前香港電台主持、現任香港數碼廣播數碼大錢台兼有線電視節目主持
- 羅敬文(小飛)：前商業電台主持、香港數碼廣播節目主持兼專業司儀
- 李尚正：香港節目主持人、電影演員及撰稿人
- 彭慧中：無綫電視女藝人[5]
- 羅鈞滿：前無綫電視男藝人
- 丘卓恒，JP：發展局副秘書長（規劃及地政） (1994年中七)[註 1]
- 林曼雅：福布斯私人資本集團 (亞洲) 執行合夥人兼總裁。
- 馮敬恩：2015-2016年度香港大學學生會會長
- 劉子頎：2017-2018年度香港浸會大學學生會會長
- 陳志均：天文學家，首位香港人參與拍攝黑洞照片
- 布禮文：香港城市大學電子工程系副教授[6]
- 曾志健：中五，男生參與2019年10月1日香港反對逃犯條例修訂草案示威時被警察以實彈射撃擊中左胸。經調查後，曾志健被控一項參與暴動罪及兩項襲警罪，2022年7月於西貢潛逃時被捕，被控暴動、潛逃等罪名被判監禁3年11個月。
- 陳浩源：2019「十大傑出青年」，輪椅羽毛球單打項目世界排名第二
- 伍顯龍：建築師，香港大學建築系畢業，前荃灣區區議員 (荃灣郊區)
- 余慧明︰护士，香港医管局员工阵线前主席
- 覃德誠：深水埗區議員
- 王健樂：兒科專科醫生
- 馬頌婷：香港大學建築系畢業

## 中五學生中槍事件
2019年10月1日香港反對逃犯條例修訂草案示威中，香港城市大學學生會編輯委員會拍攝到，一名戴藍色手套、持藍色盾牌的荃灣公立何傳耀紀念中學18歲中五男學生曾志健於荃灣大河道、鱟地坊一帶手持「白色疑似鐵通（又有说为膠喉）物體」向防暴警員襲擊，但該物件沒有有削尖。警員持槍指向他胸口的一瞬間，他揮动棍状物体擊中警察的手臂，該名警員幾乎同一秒鐘將手槍对着该示威者胸口位置，在不足半米距離射出一發實彈，示威者隨即倒地。警员近距離向他左胸開槍，擊穿肺部。此為該年6月至今首宗於反對逃犯條例修訂草案運動中警槍實彈事件。經調查後該名中槍中學生曾志健被控一項參與暴動罪及兩項襲警罪。

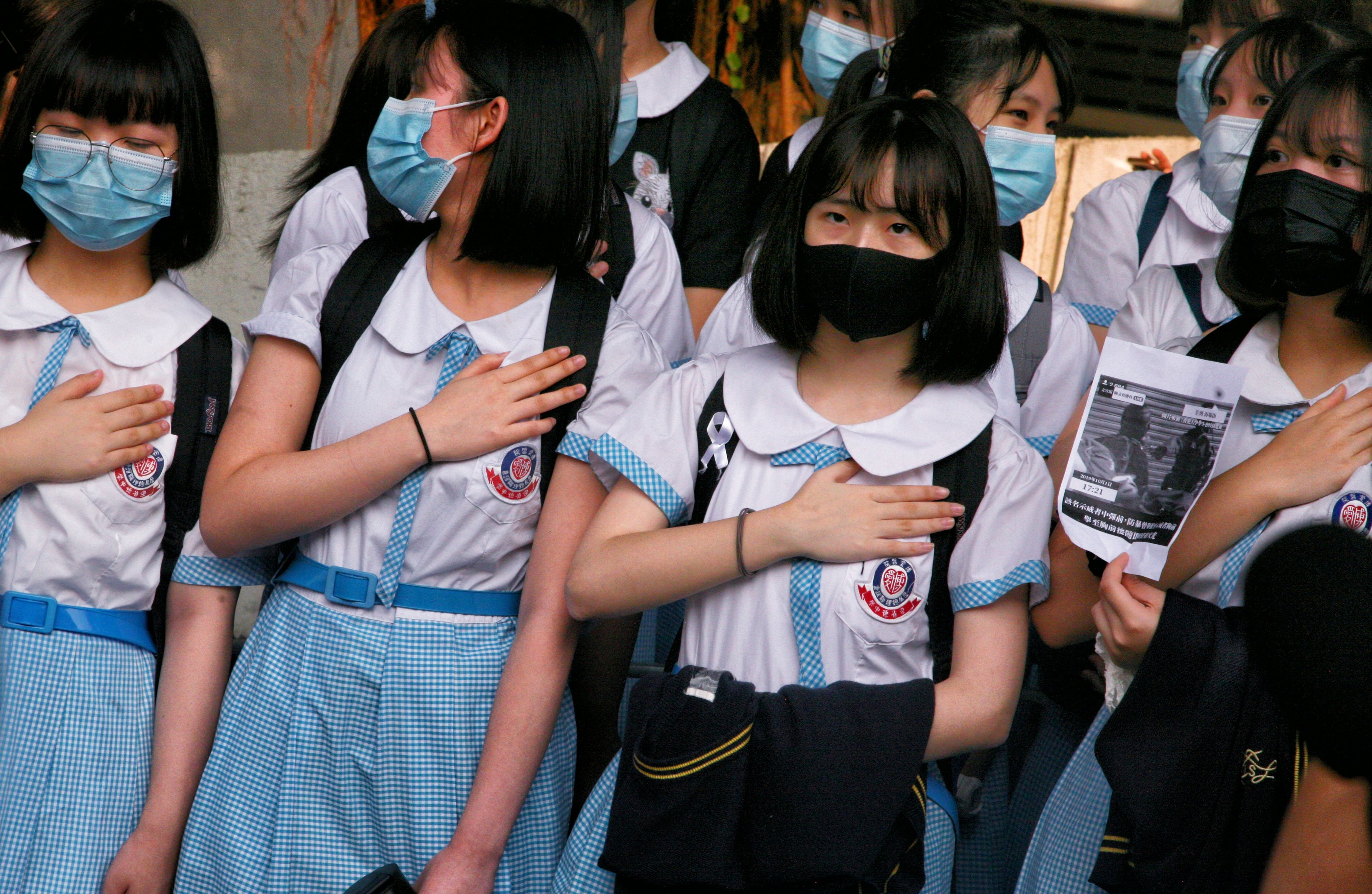
有梁省德中學學生，在何傳耀中學外，將手放於心口，抗議警察用子彈射傷學生心口

校方發新聞稿表示對有學生中槍受傷感到十分難過和擔憂。校方已啟動「危機處理小組」。該校舊生、學生及鄰校的學生於翌日早上7點半在校外集會、靜坐，聲援該名中槍中學生。期間在場讀出另外兩名昨日在事發現場的舊生的說話，又指事發時為保障自身安全下離去，感到很後悔、自責，希望可以對同學說聲對不起。

### 各方回應
荃灣區中學罷課聯盟發聲明譴責荃灣公立何傳耀紀念中學謝潤明校長、劉副校長及何副校長以及警方，他們不滿校方沒有任何譴責警方之意，表示感到非常失望和憤怒。前香港特別行政區行政長官梁振英以全國政協副主席身份去信荃灣公立何傳耀紀念中學校長，公開呼籲馬上革除該名中槍學生「暴徒」學籍。時任警務處處長盧偉聰認為警員因感到自己及同袍生命受威脅而開槍是合理、合法、合乎指引。
2019年10月5日，荃灣何傳耀紀念中學法團校董會發稿回應，強調曾志健是「何中的一份子，我們絕不會離他而去」，亦承諾不會開除其學籍，呼籲各界接納曾志健，給予他重新出發的機會。校董會又指，不同意任何暴力，包括警察違規及越權的暴力，都必須予以譴責。
2019年10月6日，中國官方新華社發表刊登題為「為師者豈能如此顛倒黑白」的文章，點名批評何傳耀中學不但沒有批評學生的違法暴力行為，反而指責警察違規與越權及呼籲社會各界接納施暴學生，僅稱「理解年輕人對時局的關心」，認為這反映香港部分為師者出現嚴重導向偏差，無助學生樹立正確和健康的價值觀。

## 外部連結
- 家庭與學校合作事宜委員會 中學概覽 （页面存档备份，存于）
- 學校大全 （页面存档备份，存于）
- 官方網站 （页面存档备份，存于）

22°22′33″N 114°07′34″E / 22.37583°N 114.12611°E